# Vivario (piève)
Pour la commune, voir Vivario.
Vivario est une ancienne piève de Corse. Située dans le centre-est de l'île, elle relevait de la province de Corte sur le plan civil et du diocèse d'Aléria sur le plan religieux.
Occupant la rive droite de la vallée du Vecchio dans le centre de l'île, la piève de Vivario fait partie du Cortenais dont elle constitue la principale porte d'entrée depuis Ajaccio par le col de Vizzavona.

## Géographie

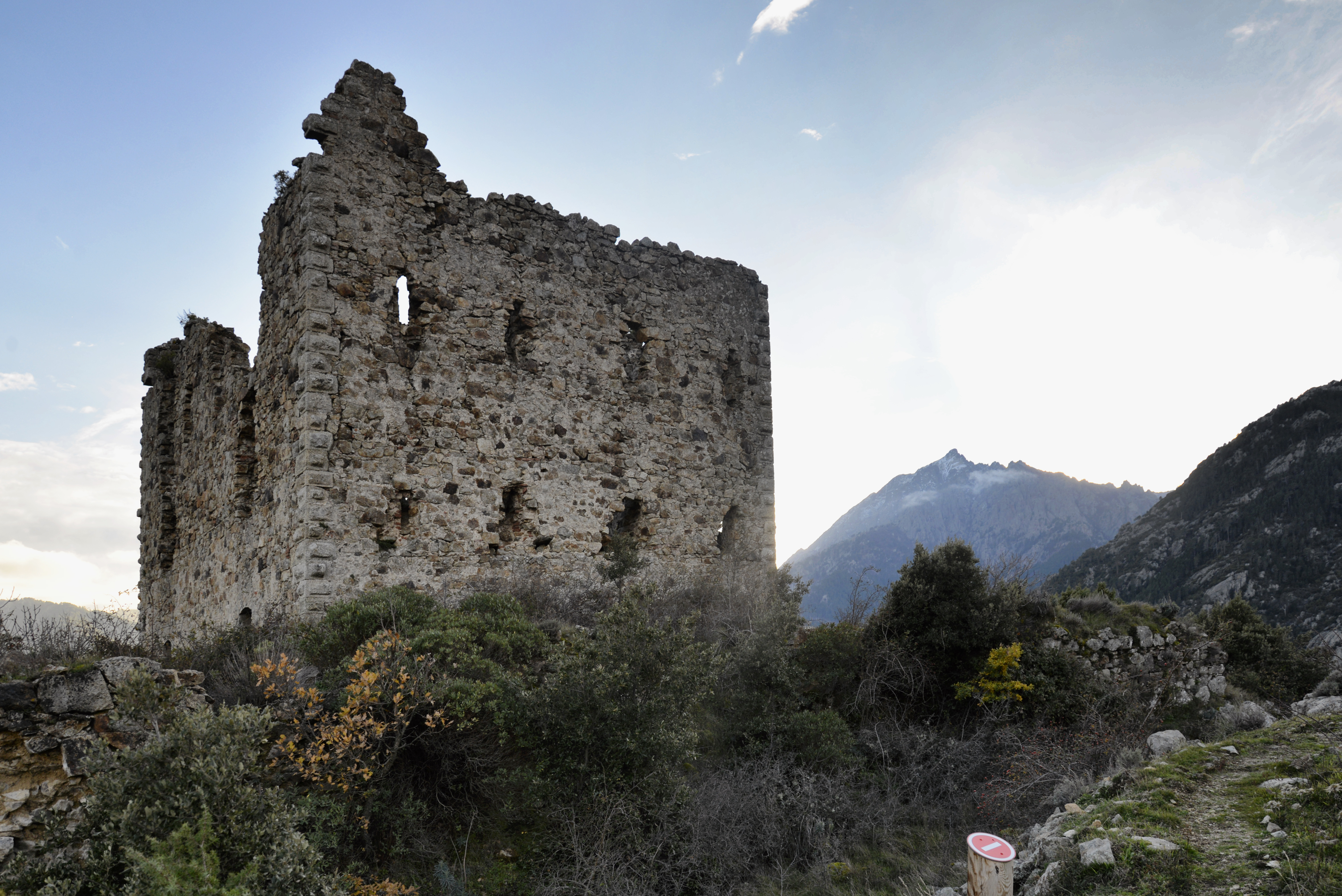
Vue du fortin de Pasciolo au-dessus de Vivario. Au fond, le Monte d'Oro.

### Situation et relief
La piève de Vivario occupait en Corse une position géographique centrale, au pied du Monte d'Oro (2 389 m), point culminant de la piève, et à proximité du col de Vizzavona reliant Corte à Ajaccio. Ses villages occupent la rive droite de la vallée du Vecchio jusqu'au confluent avec le Tavignano.

### Composition
La piève de Vivario comprenait les quatre communautés suivantes :
- Gatti ;
- Muracciole ;
- Noceta ;
- Rospigliani.

La communauté de Gatti, devenue Gatti-di-Vivario vers la fin du XVIIIe siècle, prit le nom actuel de Vivario en 1920.

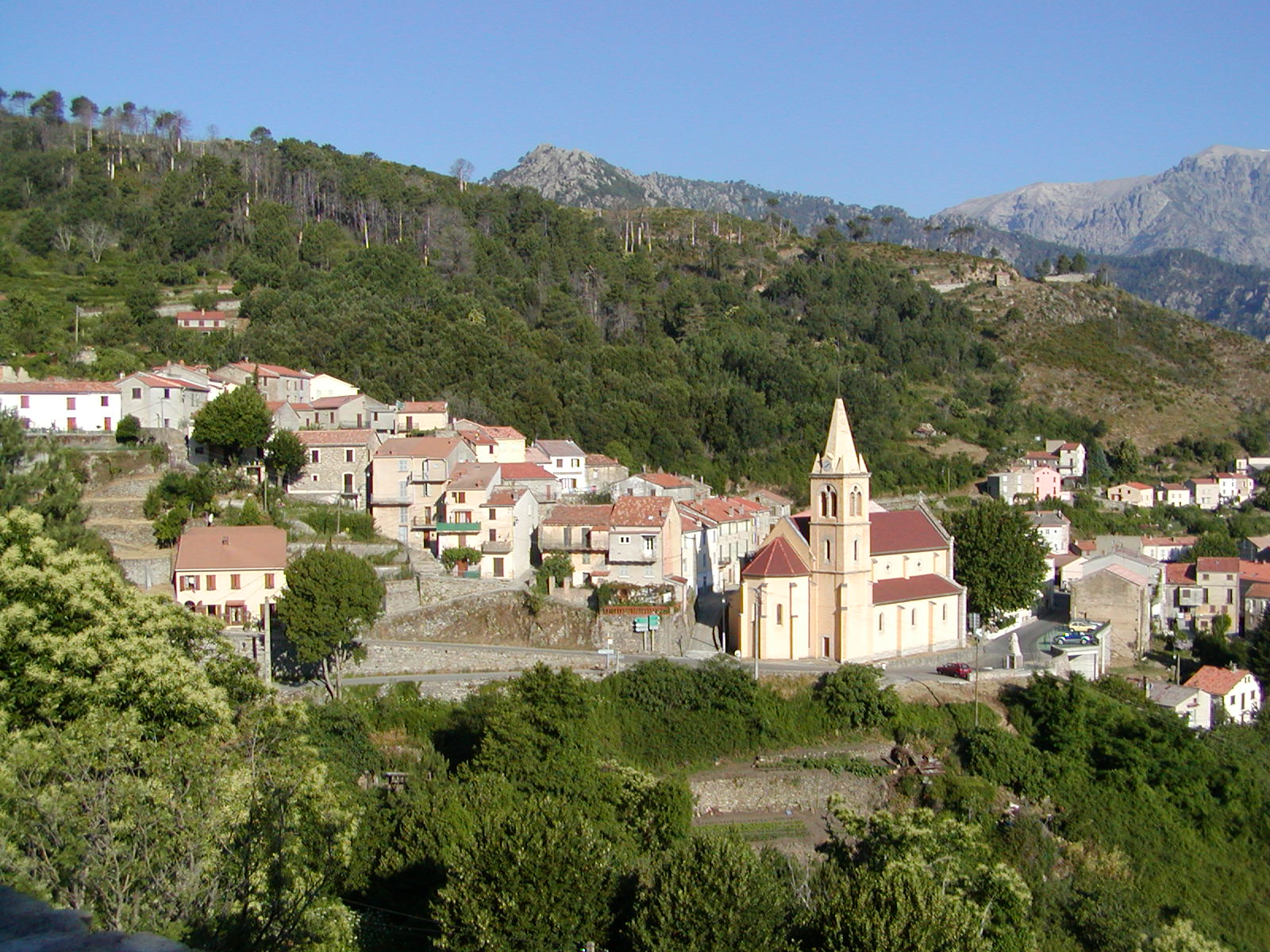
Gatti.
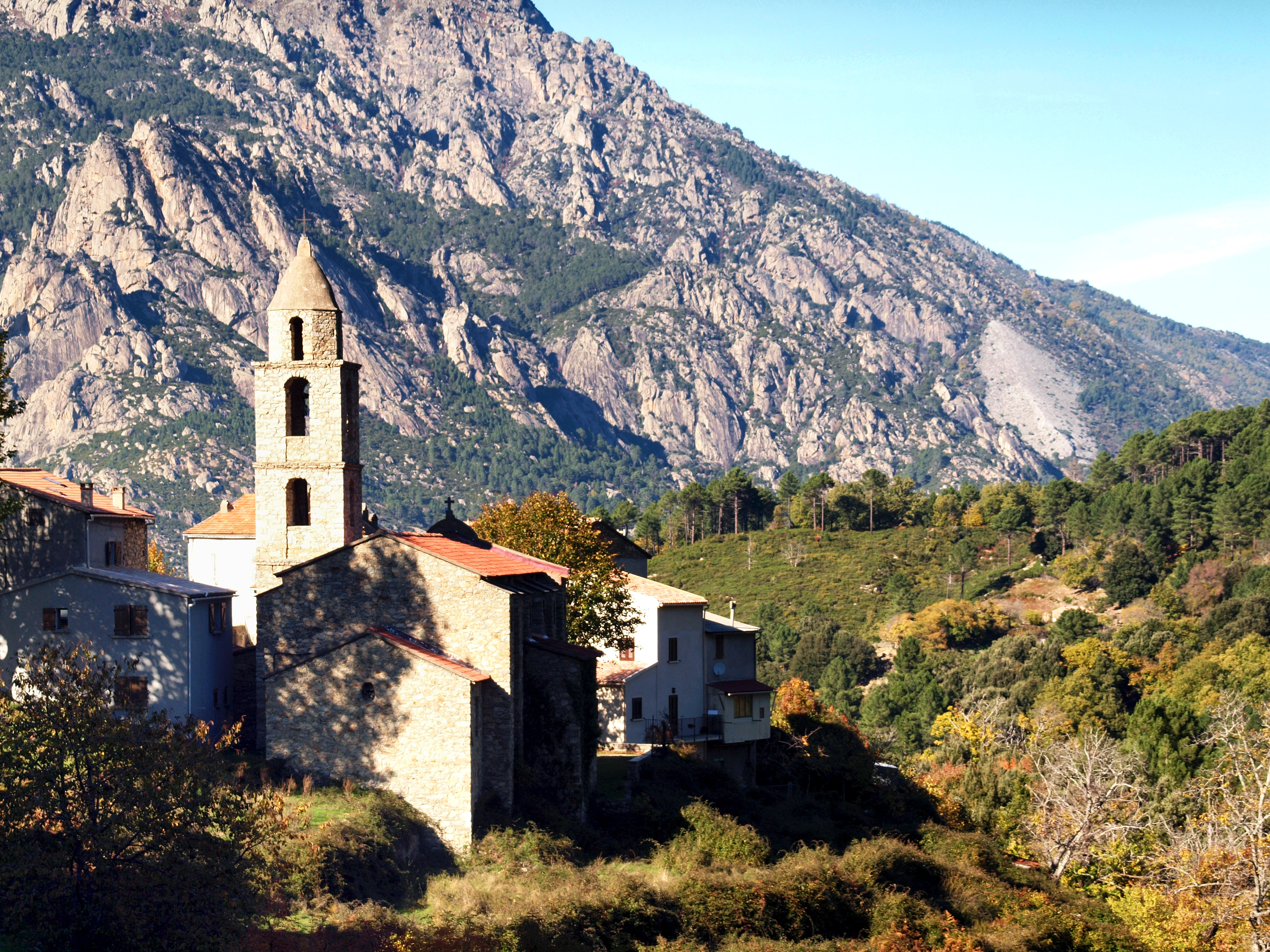
Muracciole.
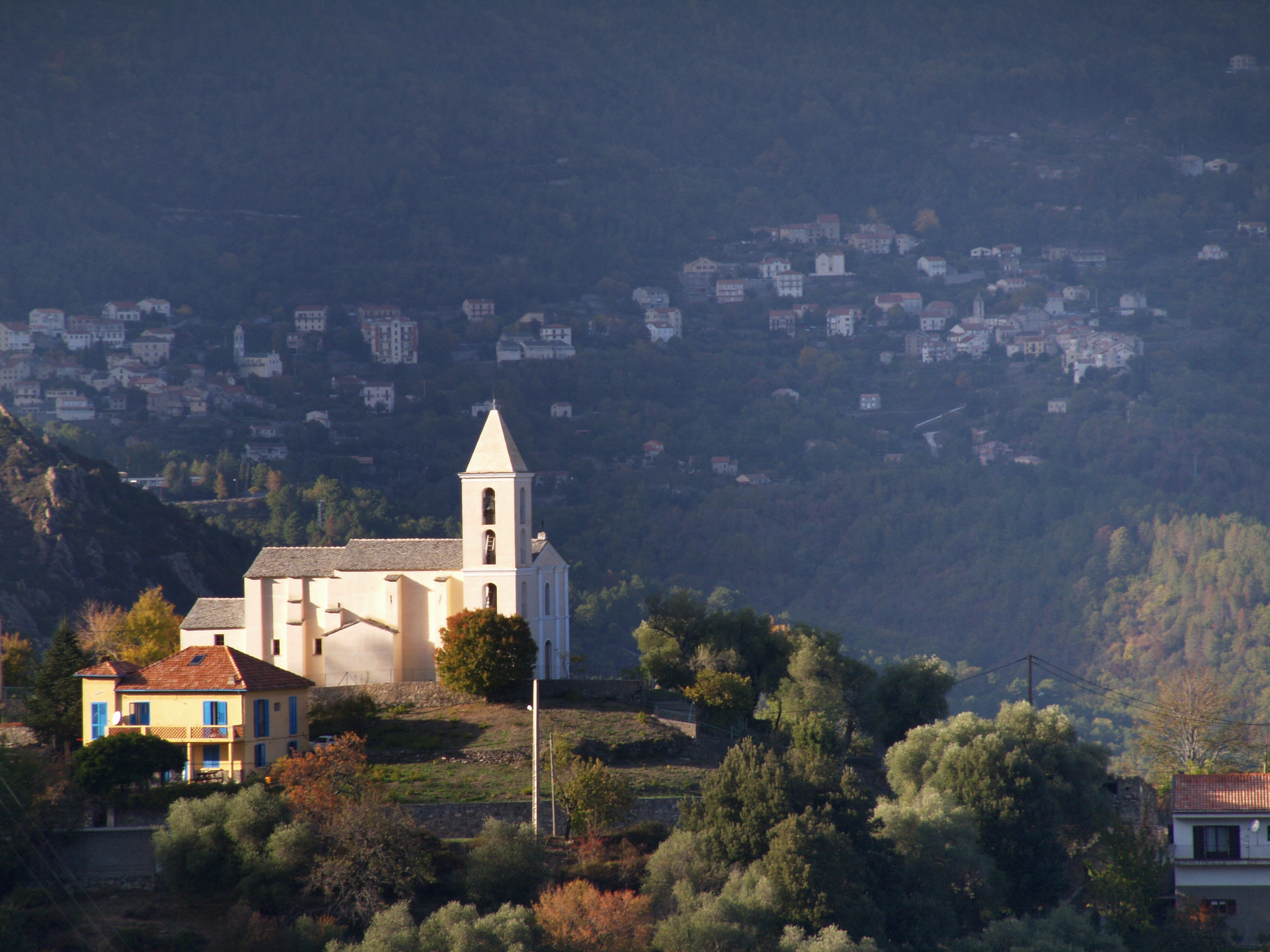
Noceta.
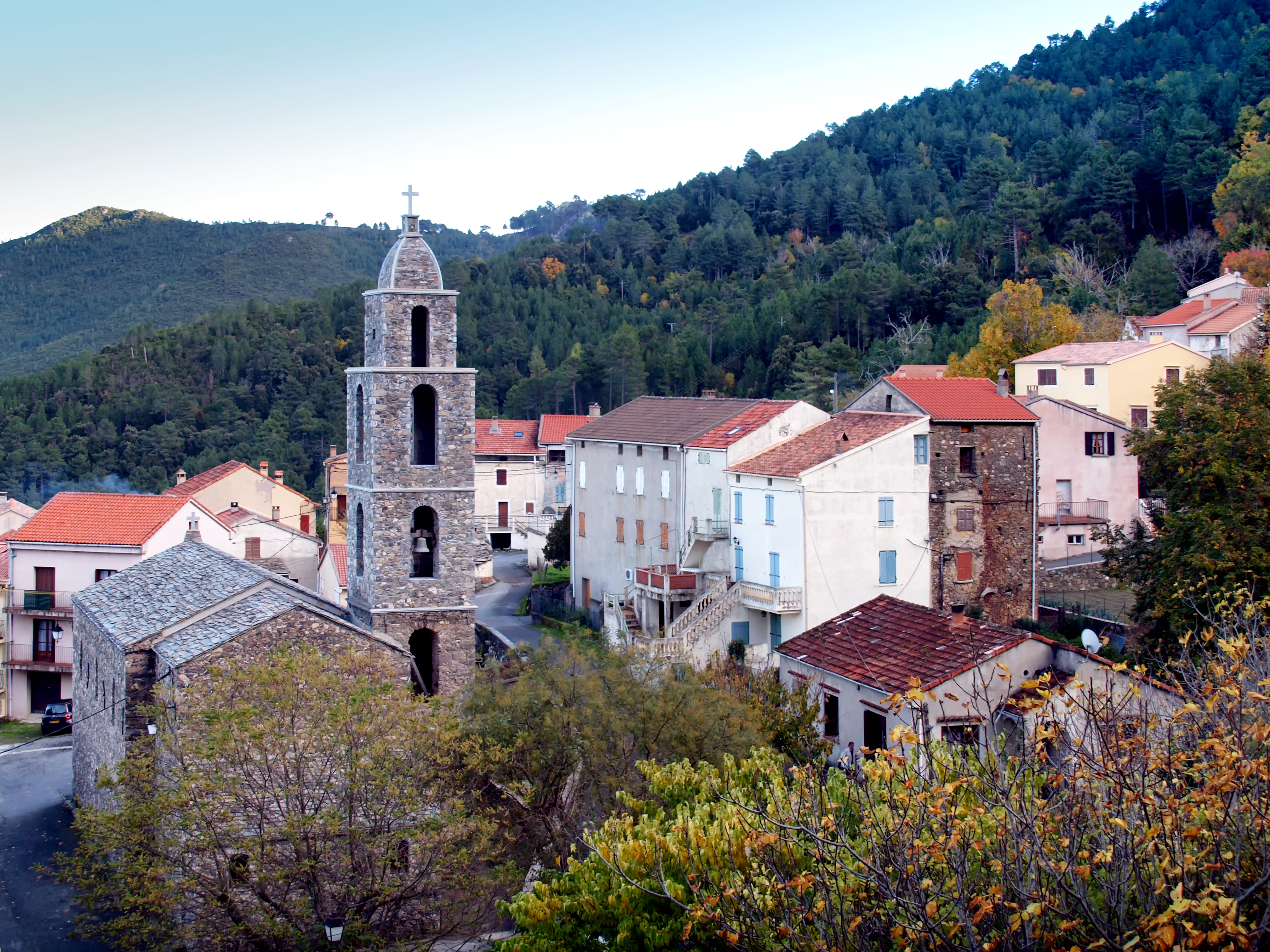
Rospigliani.

### Pièves limitrophes
La piève de Vivario a pour pièves voisines :

### Description

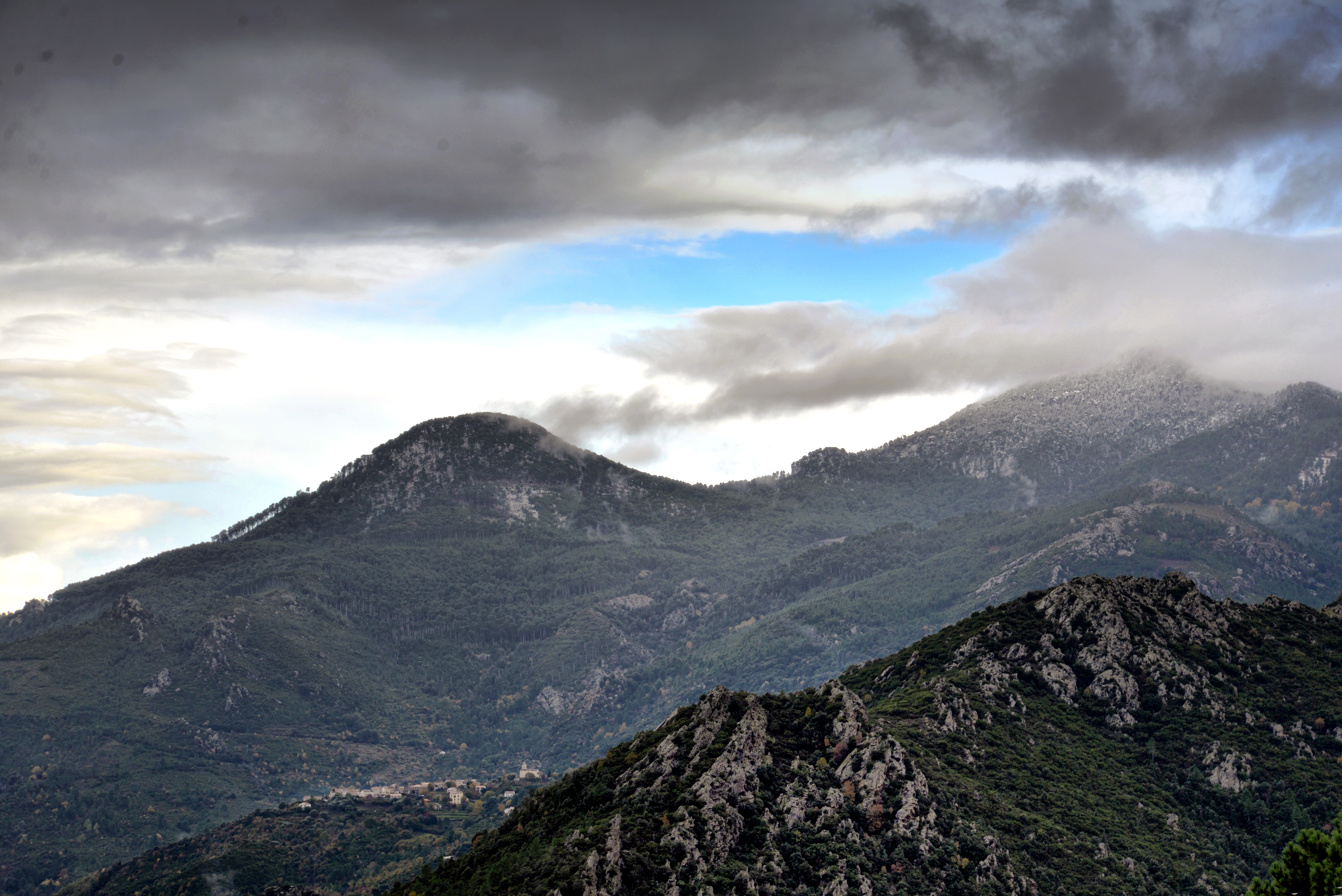
Vue de Noceta et de la forêt de Rospa-Sorba.

Les villages de la piève de Vivario sont bâtis entre 500 et 700 mètres d'altitude en corniche sur les flancs de la vallée du Vecchio, occupant des reliefs granitiques ravinés et couverts de végétation.

### Accès

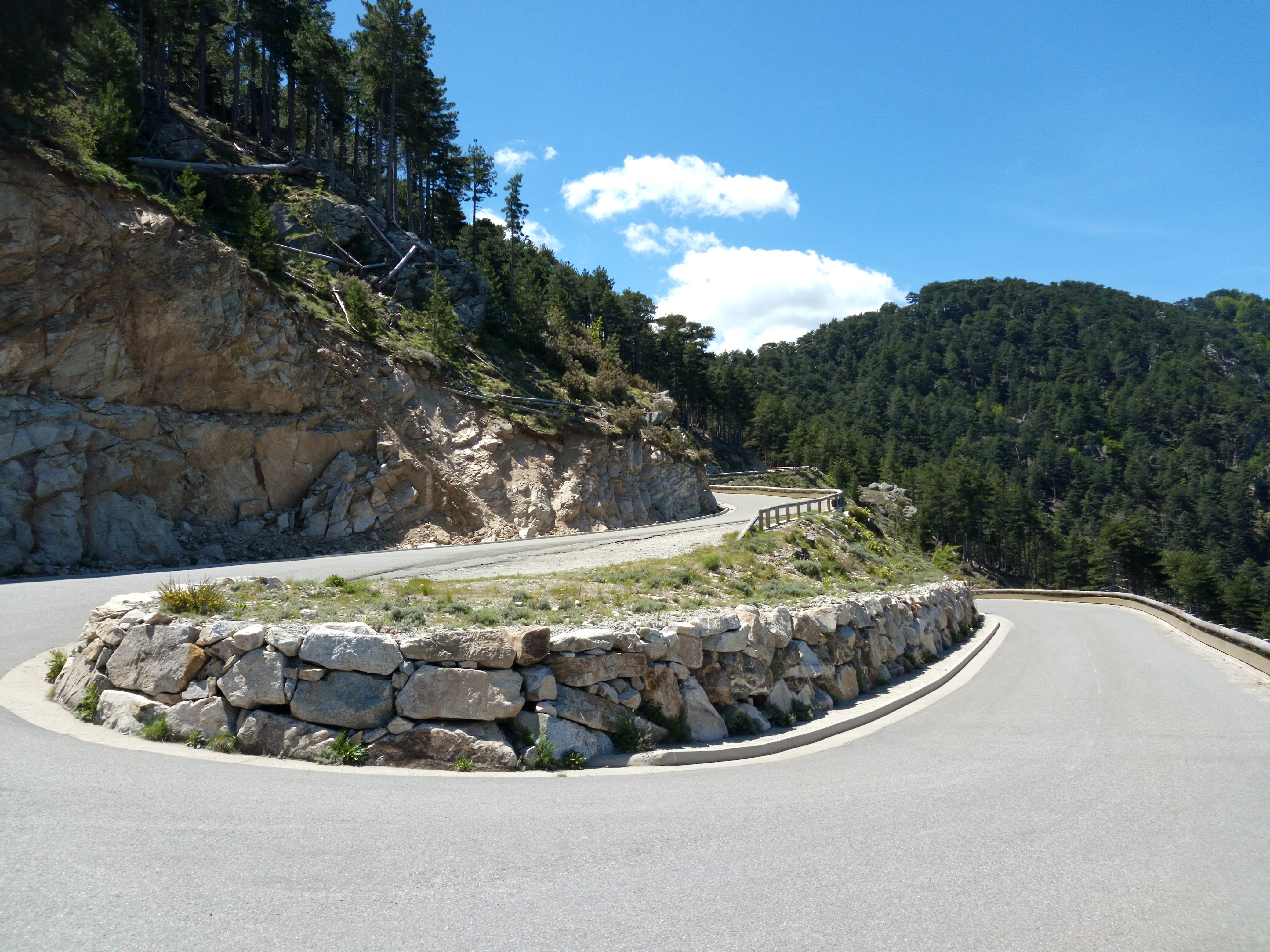
Sur la RD 69, en contrebas du col de Sorba.

La piève de Vivario est traversée par la RT 20 (ex-RN 193) qui relie Corte à Ajaccio via le col de Vizzavona. Le village est également accessible via Muracciole depuis Vezzani via la RD 343.
La RD 43 dessert Noceta et Rospigliani depuis la basse vallée du Vecchio ou Antisanti sur la rive droite du Tavignano et redescend jusqu'à Aléria.
Le col de Sorba sur la RD 69 ouvre les communications entre Vivario et Ghisoni.

## Histoire
Le 15 mai 1768, par le traité de Versailles, Gênes charge la France d’administrer et de pacifier la Corse. Passant sous administration militaire française, la piève de Rogna devient en 1790 le canton de Rogna, lui-même démembré en 1793 et réparti entre trois nouveaux cantons :
- canton de Sorba formé avec Antisanti, Noceta, Rospigliani et les communes du canton de Castello ;
- canton de Tavignano formé avec Altiani, Erbajolo, Focicchia, Giuncaggio, Pancheraccia, Piedicorte et Pietraserena ;
- canton de Vecchio formé avec Gatti-di-Vivario, Muracciole, et les communes du canton de Venaco.

Sur le plan ecclésiastique, la division progressive de la piève de Rogna en deux sous-ensembles de part et d'autre du Tavignano est plus nette. Les villages de Vivario, Muracciole, Noceta et Rospigliani forment dès le XVIIIe siècle un vicariat à part entière, distinct des autres villages de la piève de Rogna situés sur la rive gauche du Tavignano. Cette évolution est confirmée par le découpage ecclésiastique de 1793.

### La piève civile
Au début du XVIIIe siècle, l'abbé Francesco Maria Accinelli à qui Gênes avait demandé une estimation des populations de Corse, avait rédigé un texte manuscrit en langue italienne à partir des registres des paroisses. Il avait écrit : « Pieve di Rogna : Vivario, Moraciola, Peri, e Gatti 553. Noceta 242. Rospiliani 72. Antisanti 109. Giuncaggio 99. Pancaraccia 121. Pietra Serena 141. Piedi Corte di Grigio 380. Altiani 295. Fogiccia 104. Erbagiolo, e Casanova 264. ».
La piève de Rogna faisait partie de la province de Corte et se trouvait dans le ressort de sa juridiction.

### La piève religieuse
Parties intégrantes de la piève de Rogna, les villages de Vivario, Muracciole, Noceta et Rospigliani relevaient durant toute la période génoise de l'autorité épiscopale d'Aléria. L'évêché comprenait 19 pièves :
« Il Vescovato di Alleria, che è il più di tutti pingue hà 2 000 scudi d’oro di entrata, e contiene 19 pievi : Giovellina, Campoloro, Verde, Opino, Serra, Bozio, Allessani, Orezza, Vallerustie, Tralcini, Venaco, Rogna, Corsa, Covasina, Castello ò sia Vivario, Niolio, Carbini, et Aregno in la Balagna. L’Ughelli però dice (Ital.Sacr.Tom.III) contenere la sua diocesi 60 parochie con 14 conventi di Frati, e fruttare alla Camera di Roma 300 Fiorini, et avere di redito 4000 scudi Romani ».

#### L'église piévane

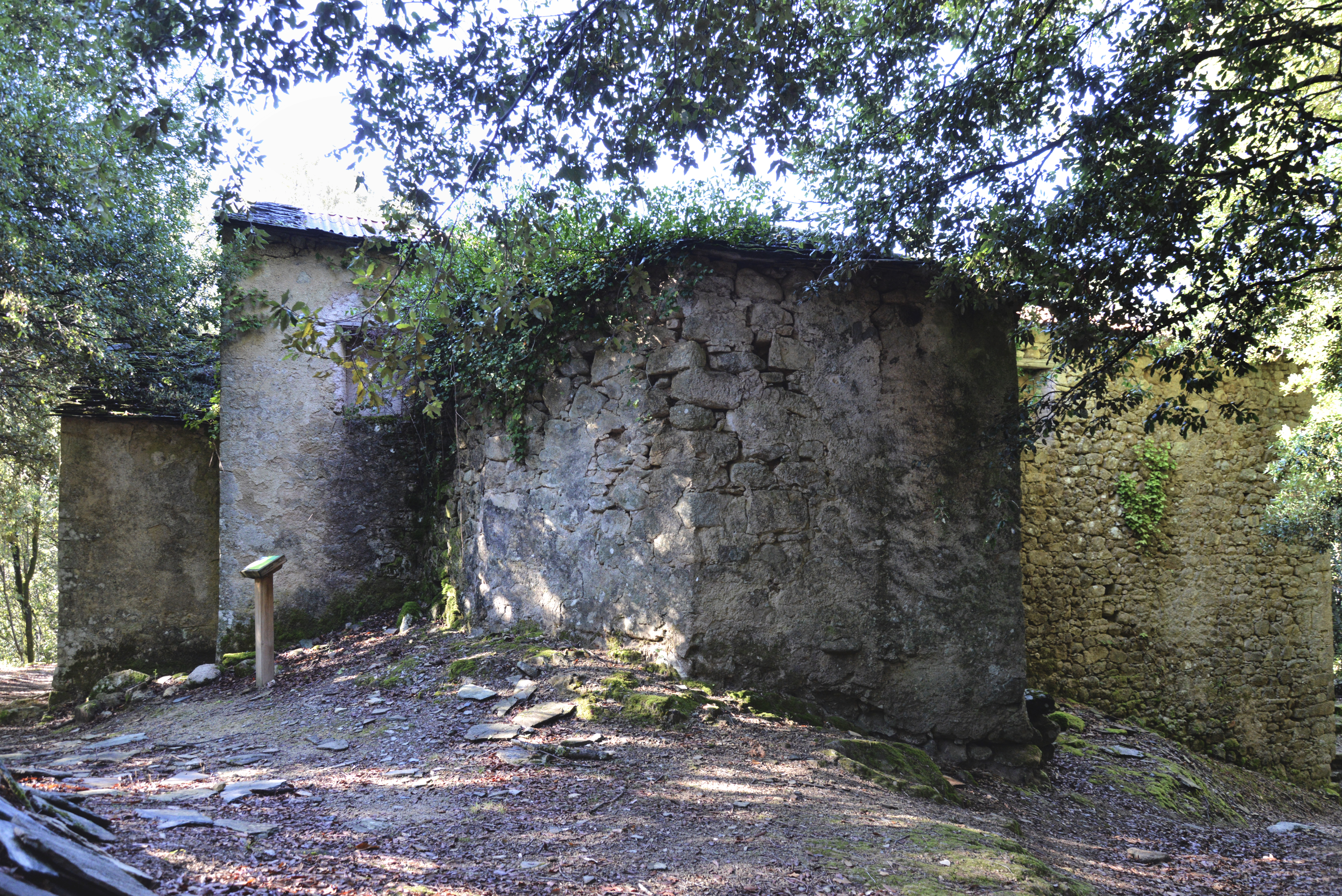
Vue de la chapelle Sainte-Marie d'Arca.

Le centre de la piève de Rogna devait se situer au lieu-dit Pieve au sud de l'actuelle commune de Focicchia, à 600 mètres au nord-ouest de l'ancienne chapelle San Giovanni bâtie près du Pont'à u large appelé communément Pont d'Altiani, pont génois à trois arches du XIVe siècle sur le Tavignano.
Du fait de l'éloignement de l'église piévane et de l'individualisation des paroisses à partir du XVIe siècle, c'est la chapelle Santa-Maria-d'Arca (sur l'actuelle commune de Muracciole) qui a peu à peu constitué le cœur de la vie religieuse de la microrégion, au moins pour Vivario, Muracciole et le hameau aujourd'hui ruiné d'Arca.
À l'origine, l'édifice préroman était de plan simple, à chevet plat, avec une nef orientée sur un axe est/ouest, l'abside à l'est et la façade principale avec son portail à l'ouest. Il a été maintes fois remanié. De l'édifice préroman ne subsiste que la fenêtre de l’abside surmontée d’une archivolte en plein cintre à l’extérieur.
Au XVe siècle, comme d'autres édifices religieux, il est orné de peintures à fresques. 
Au XVIIe siècle, l'édifice adopte un plan en croix latine, avec un vaisseau central flanqué de deux chapelles latérales dans les murs nord et sud, et se termine par un chevet plat. À l'intérieur, le chœur est légèrement surélevé par une estrade maçonnée ; l'abside rectangulaire voûtée en berceau s’ouvre sur la nef par un arc triomphal. L'autel a disparu.